# Theix

Theix este o comună în departamentul Morbihan, Franța. În 2013 avea o populație de 6.946 de locuitori.